# Castello di Santo Stefano d'Aveto
Il castello Malaspina-Doria è un edificio storico sito in piazza del Popolo a Santo Stefano d'Aveto, nella val d'Aveto.
La sua struttura è considerata una delle più interessanti opere difensive della provincia genovese e della Liguria. Il castello è collocato al centro dell'ampia conca alle pendici del monte Maggiorasca, visibile sullo sfondo del castello, e circondato quasi interamente da prati e dentro l'odierno centro abitato di Santo Stefano.

## Storia
La sua posizione fu scelta poiché ritenuta strategica, difatti da tale postazione si potevano controllare le strade che salivano dai valichi appenninici verso la regione dell'Emilia. Secondo alcune fonti storiche la fortezza risalirebbe ancor prima del XII secolo e viene citato per la prima volta in un atto di cessione del 1164; in tale documento storico l'imperatore Federico Barbarossa decise la cessione del feudo di Santo Stefano e del relativo castello alla famiglia nobiliare dei Malaspina, già signori della Lunigiana e di altri feudi del levante ligure.
La fortezza venne venduta nel 1495 al nobile e conte di Lavagna Giannetto Fieschi e in seguito ceduto nel 1547 da Carlo V al suo ammiraglio Andrea Doria, nato ad Oneglia e leader politico della Repubblica di Genova. Il castello rimase pertanto possedimento nobiliare della famiglia Doria, che assunse in seguito la denominazione di Fieschi Doria e ancora Doria Pamphili, fino alla soppressione dei Feudi Imperiali nel 1797 per volere di Napoleone Bonaparte.
Giovanni Filippo Platoni (Viscontino e procuratore) fu castellano di Santo Stefano d'Aveto e mantenne legami commerciali con Giovanni Luigi Fieschi nella prima metà del XVI secolo.
Le più importanti e significative modifiche alla struttura si verificarono nel XVI secolo quando divenne un importante centro di controllo per le vie verso la Pianura Padana.
Oggi la fortezza, utilizzata per manifestazioni culturali, è divenuta proprietà del Comune di Santo Stefano d'Aveto che recentemente ha sottoposto, e sta sottoponendo tuttora, ad un delicato restauro conservativo l'intera area del castello.

## Struttura

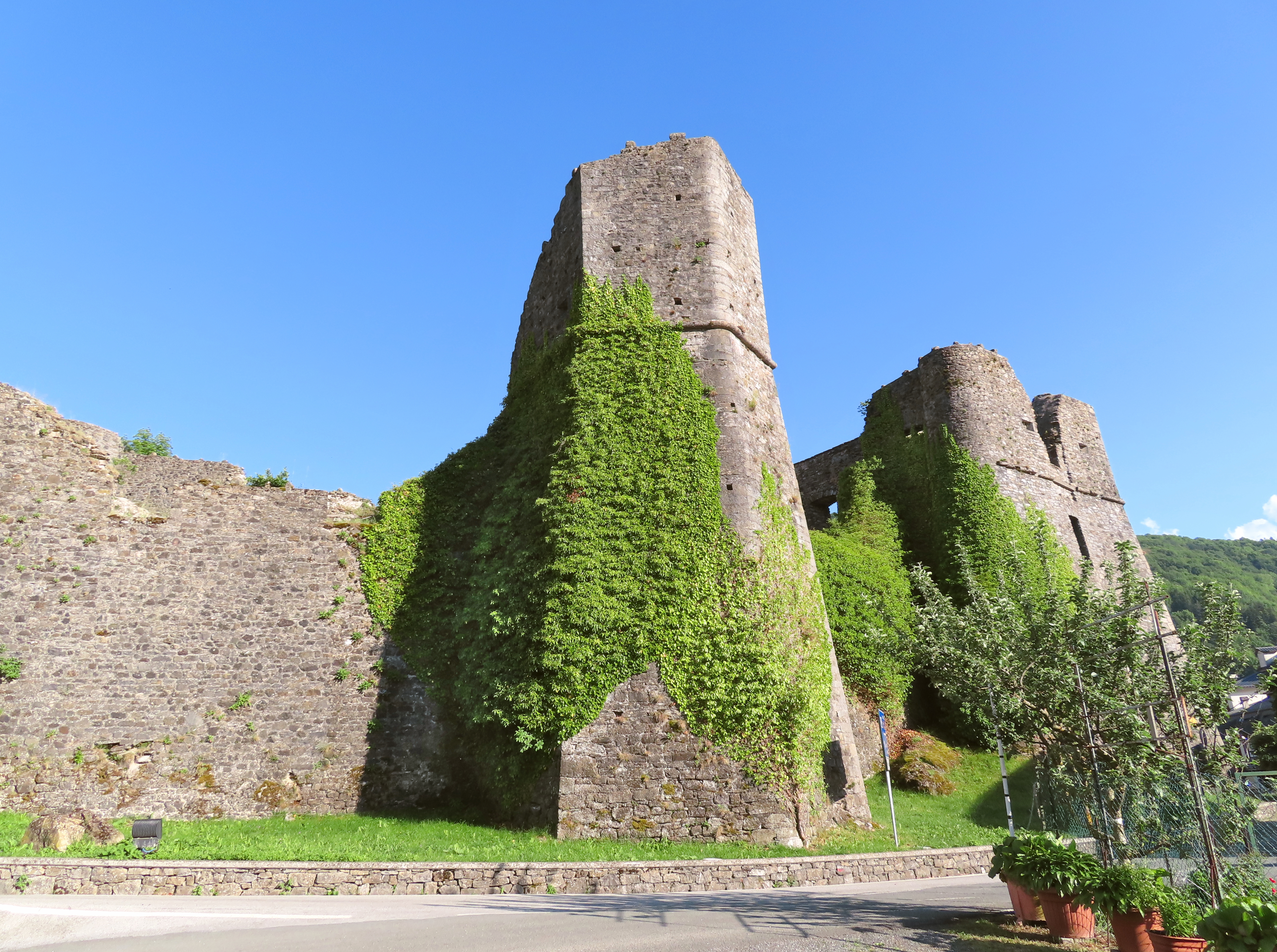
Bastione ovest

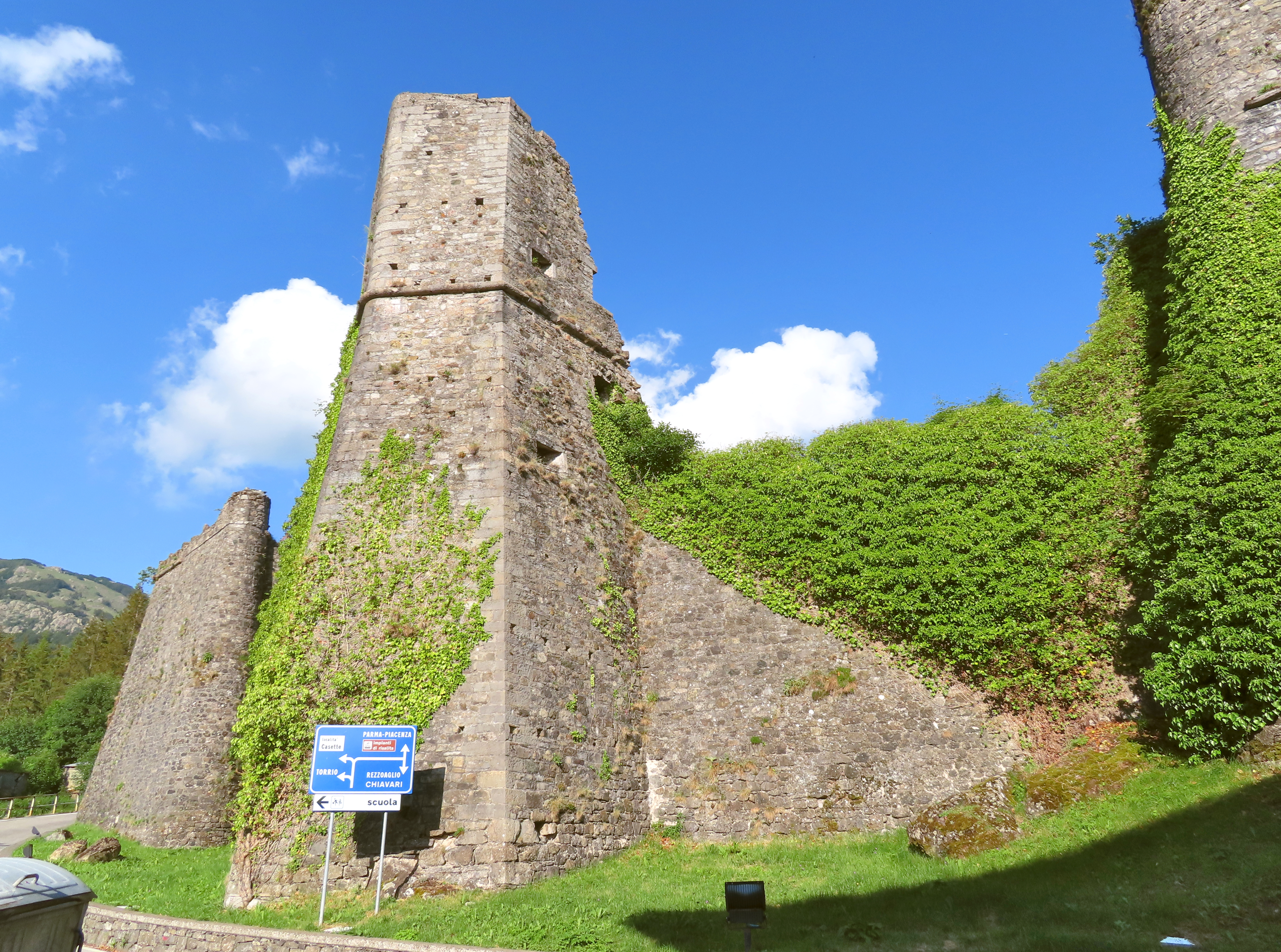
Lato sud-ovest

Il castello si presenta a forma di pentagono irregolare recante su quattro vertici, dei cinque in totale, stretti bastioni a fianchi rientranti a forma di cuneo. Per entrare al suo interno anticamente si ricorreva a ponti mobili e oggi l'accesso avviene una rampa di legno che sale alla porta principale. Al centro è rimasta intatta la piccola piazza d'armi lungo la quale erano allineati i diversi vani, collegati tra loro tramite ballatoi impostati su colonne.
Durante la fase di sgombero delle macerie, nei vari interventi di recupero, sono stati rinvenute tracce dell'antica costruzione medievale non demolite durante il rinnovamento del XVI secolo. Tali scoperte hanno permesso agli storici di ricostruire storicamente e architettonicamente le varie fasi di costruzione e relative modifiche della struttura; secondo alcuni studi la struttura nacque dapprima come semplice castello o dimora nobiliare e solo in seguito fu bastionata diventando una vera e propria fortezza difensiva. Le mura e le torri furono infatti maggiormente ampliate con nuovi bastioni garantendo così una maggiore resistenza ai colpi di artiglieria.